# Gregarinidra corbula
Gregarinidra corbula är en mossdjursart som beskrevs av Seo 1996. Gregarinidra corbula ingår i släktet Gregarinidra och familjen Flustridae. Inga underarter finns listade i Catalogue of Life.